# Abralaite
Abralaite ou Abra Laite (orthographié des deux façons) est une localité rurale en Argentine, située dans la province de Jujuy et dans le département de Cochinoca. Selon le recensement de 2010, sa population est de 56 habitants.
Les maisons sont construites en adobe avec des toits de chaume. L'économie locale est basée sur l'agriculture, et en premier lieu, l'élevage de lamas et de moutons. Il y a aussi des vergers et des serres.

## Géographie

### Démographie
- Population en 1991 : aucune donnée (INDEC)
- Population en 2001 : 53 habitants (INDEC), dont 52,95 % sont des femmes et 47,05 % des hommes.
- Population en 2010 : 56 habitants (INDEC)[1]

### Sismologie
La sismicité de la province de Jujuy est fréquente et de faible intensité, avec un silence sismique de séismes moyens à graves tous les 40 ans.
- Séisme de 1863 : bien que de telles catastrophes géologiques se produisent depuis la préhistoire, le séisme du 4 janvier 1863[2], a marqué une étape importante dans l'histoire des événements sismiques à Jujuy, classé 6,4 sur l'échelle de Richter. Mais même en prenant les meilleures précautions nécessaires et/ou en restreignant les codes de construction, aucun changement ne s'est fait ressentir[3]
- Séisme de 1948 : séisme qui s'est produit le 25 août 1848 et qui est classé 7,0 sur l'échelle de Richter, il a détruit des bâtiments et ouvert de nombreuses fissures dans de vastes zones[2],[3]
- Séisme de 2009 : apparu le 6 novembre 2009 et classé 5,6 sur l'échelle de Richter.